# Äquivarianter Indexsatz
In der Mathematik ist der äquivariante Indexsatz eine von Michael Atiyah, Graeme Segal und Isadore Singer bewiesene Formel für die Superspur von Elementen einer mit einem Dirac-Operator kommutierenden Gruppenwirkung, die die Berechnung des äquivarianten Indexes von Dirac-Operatoren aus dem {\displaystyle {\hat {A}}}-Geschlecht der Fixpunktmenge und dem äquivarianten Chern-Charakter ermöglicht. Als Spezialfall erhält man die Fixpunktformel von Atiyah–Bott.

## Definition des äquivarianten Index
Sei {\displaystyle \pi :E=E^{+}\oplus E^{-}\to M} ein Bündel von Clifford-Moduln mit {\displaystyle \mathbb {Z} /2\mathbb {Z} }-Gradierung, und {\displaystyle G} eine kompakte Lie-Gruppe, die auf {\displaystyle E} und {\displaystyle M} wirkt, so dass {\displaystyle \pi } äquivariant ist. Auf {\displaystyle E} habe man einen mit der Clifford-Wirkung kompatiblen {\displaystyle G}-invarianten Zusammenhang. Sei {\displaystyle D} der assoziierte Dirac-Operator mit Einschränkungen {\displaystyle D^{\pm }\colon \Gamma (M,E^{\pm })\to \Gamma (M,E^{\mp })}.
Dann kommutiert {\displaystyle D} mit der {\displaystyle G}-Wirkung und der Kern {\displaystyle Ker(D)} ist eine endlich-dimensionale Darstellung von {\displaystyle G}. Der äquivariante Index von {\displaystyle D} ist dann definiert als der Charakter dieser Darstellung, also als die Superspur
{\displaystyle Ind_{G}(g,D):=\operatorname {str} (g\mid \ker D)=\operatorname {tr} (g\mid \ker D^{+})-\operatorname {tr} (g\mid \ker D^{-}).}
Für {\displaystyle g=id} erhält man den Fredholm-Index von {\displaystyle D}.

## Atiyah-Bott-Fixpunktformel
Als eine Anwendung der Atiyah-Bott-Fixpunktformel erhält man für ein {\displaystyle \mathbb {Z} }-gradiertes Hermitesches Vektorbündel {\displaystyle E} über einer Riemannschen Mannigfaltigkeit {\displaystyle M}: Wenn {\displaystyle D} ein Differentialoperator erster Ordnung auf den Schnitten {\displaystyle \Gamma (M,E)} ist mit {\displaystyle D^{2}=0} und {\displaystyle DD^{*}+D^{*}D} ist ein verallgemeinerter Laplace-Operator, und wenn die Wirkung von {\displaystyle g\in G} auf {\displaystyle M} nur isolierte nicht-ausgeartete Fixpunkte hat und sich zu einer mit {\displaystyle D} kommutierenden Bündelabbildung von {\displaystyle E} heben lässt, dann ist
{\displaystyle ind_{G}(g,D)=\sum _{x\in M^{g}}{\frac {Str(g_{x}^{E})}{\vert \det(1-g_{x}^{-1})\vert }}}
mit {\displaystyle M^{g}=\left\{x\in M\colon gx=x\right\}}.

## Asymptotische Entwicklung
Sei {\displaystyle \langle x\vert e^{-tD^{2}}\vert y\rangle } der Integralkern des Operators {\displaystyle ge^{-tD^{2}}} und {\displaystyle k_{t}(g,x)=\langle x\vert e^{-tD^{2}}\vert x\rangle }. Dann hat {\displaystyle k_{t}(g,.)} für {\displaystyle t\to 0} eine asymptotische Entwicklung
{\displaystyle k_{t}(g,.)\sim (4\pi t)^{-{\frac {1}{2}}dimM^{g}}\sum _{i=0}^{\infty }t^{i}\Phi _{i}(g,.)}
mit {\displaystyle supp(\Phi _{i}(g,.))\subset M^{g}=\left\{x\in M\colon gx=x\right\}}. Das Symbol von {\displaystyle \Phi _{i}(g,.)} ist
{\displaystyle {\frac {{\hat {A}}(M^{g})\exp(-F_{0}^{E}\sigma _{\dim(NM^{g})}g^{E}}{\det ^{\frac {1}{2}}(1-g_{1})\det ^{\frac {1}{2}}(1-g_{1}\exp(-R^{1}))}}},
wobei {\displaystyle NM^{g}} das Normalenbündel der Fixpunktmenge bezeichnet.

## Aussage des äquivarianten Indexsatzes
Der äquivariante Index eines äquivarianten Dirac-Operators kann berechnet werden als
{\displaystyle ind_{G}(g,D)=i^{-{\frac {1}{2}}\dim(M)}\int _{M^{g}}(2\pi )^{-{\frac {1}{2}}\dim(M^{g})}T_{M}\left({\frac {{\hat {A}}\left(M^{g}\right)ch_{G}(g,E)}{\det ^{\frac {1}{2}}\left(1-g_{1}\exp \left(-R^{1}\right)\right))}}\right)\vert \mathrm {d} x_{0}\vert }.
Hierbei bezeichnet {\displaystyle {\hat {A}}(M^{g})} das Â-Geschlecht der Fixpunktmenge {\displaystyle M^{g}}, {\displaystyle ch_{G}} den äquivarianten Chern-Charakter und {\displaystyle T_{M}} das Berezin-Integral.